# Эгир

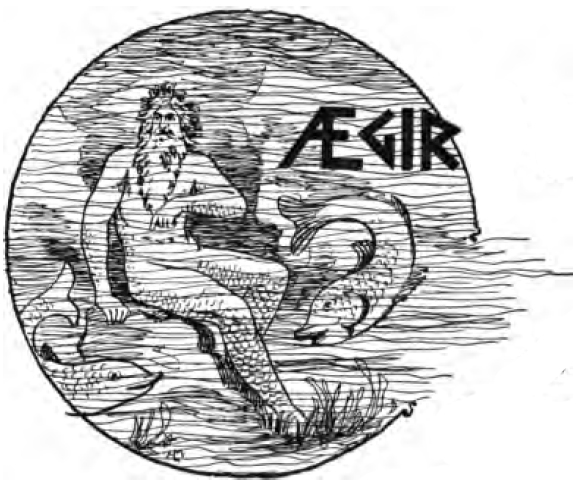
Иллюстрация из книги Мэри Фостер «Истории Асгарда: Сказки из скандинавской мифологии» (1901)

Эгир (др.-сканд. Ægir, Hlér, Gymir «море») — в германо-скандинавской мифологии йотун мирового моря; его супруга Ран своей сетью ловит мореплавателей и останавливает корабли. Эгир состоит с богами-асами в дружественных отношениях: он приглашает их к себе на пир и сам их посещает. В поэзии он является описанием или олицетворением спокойного моря.
Многими чертами Эгир напоминает античного Нептуна.
У Эгира и его жены Ран было девять дочерей, которых называли девами волн:
- Бара (др.-сканд. Bára или Dröfn) — «волна»
- Блудухадда (др.-сканд. Blóðughadda) — «с кровавыми волосами» (цвет волн после битвы),
- Бюлгья (др.-сканд. Bylgja) — «морской вал»
- Дуфа (др.-сканд. Dúfa) — «мучающаяся волна»
- Хефринг (др.-сканд. Hefring) — «пульсирующая волна»
- Химинглэва (др.-сканд. Himinglæva) — «волна, отражающая небо»
- Хрэнн (др.-сканд. Hrönn) — «цепкая волна»
- Кулга (др.-сканд. Kólga) — «ужасная волна»
- Унн (др.-сканд. Unnr или Uðr) — «волна»

По одной из теорий девять дочерей Эгира и Ран ассоциируются с девятью матерями Хеймдалля.
В честь Кулги назван астероид (191) Колга, открытый в 1878 году.
В честь Эгира названы два астрономических объекта:
- нерегулярный спутник Сатурна Эгир (Aegir)[7][8], открытый в 2005 году.
- планета Эгир (AEgir), Эпсилон Эридана b, обращающаяся вокруг звезды Эпсилон Эридана, получившей, в свою очередь, название Ран в честь супруги Эгира[9].

Международный астрономический союз для различения этих двух объектов установил разницу в латинском написании их названий (Aegir и AEgir).
На вооружении береговой охраны Исландии находятся патрульные суда класса Ægir — Ægir и Týr